# Arvi Katajavuori
Arvi Katajavuori (Helsinki, Finnország, 1898. január 3. – Lohja, 1973. április 13.) egykori finn válogatott labdarúgó, mérnök.

## Pályafutása

### Klubcsapatokban
Katajavuori a finn élvonalbeli Helsingin Palloseura játékosa volt, 1923 és 1925 között a magyar másodosztályú MAC-ban futballozott.

### Válogatott
1922 és 1925 között öt alkalommal lépett pályára a finn válogatottban.

## Magánélete
Katajavuori a Helsinki Műszaki Egyetemen szerzett mérnöki diplomát. 1929-től 1965-ös nyugdíjazásáig a lohjai építőanyag gyár igazgatója volt.

## Fordítás
- Ez a szócikk részben vagy egészben  az   Arvi Katajavuori című finn Wikipédia-szócikk fordításán alapul.  Az eredeti cikk szerkesztőit annak laptörténete sorolja fel. Ez a jelzés csupán a megfogalmazás eredetét és a szerzői jogokat jelzi, nem szolgál a cikkben szereplő információk forrásmegjelöléseként.